# Саван (острів)
Саван (англ. Savan) — острів у складі архіпелагу Гренадини, розташований в південній частині Навітряних островів, Карибського моря. Острів входить до складу держави Сент-Вінсент і Гренадини на правах залежної території. Довжина острова — 1,62 км. Площа острова — 0.11 км². 